# 颍昌街道
颍昌街道，原名七里店街道，是中华人民共和国河南省许昌市魏都区下辖的一个街道办事处。

## 行政区划
颍昌街道下辖以下村级行政区划单位：
七里店社区、付夏齐社区、崔代张社区、庞庄社区、宋庄社区和孙庙社区。